# Siemków (Moszczanka)
Siemków (niem. Böhmischdorf) – część wsi Moszczanka w Polsce położonej w województwie opolskim, w powiecie prudnickim, w gminie Prudnik. Historycznie leży na Górnym Śląsku, na ziemi prudnickiej.
W latach 1975–1998 miejscowość należała administracyjnie do ówczesnego województwa opolskiego.
Siemków położony jest na zachód od południowej części Moszczanki, na północ od Moszczanki-Kolonii i łączy się z nią.

## Historia
Miejscowość powstała między połową XVIII a końcem XIX wieku. Jej niemiecką nazwę – Böhmischdorf – tłumaczy się na Czeska Wieś. Nazwa ta początkowo określała grupę budynków nad strumieniem na północ od głównej zabudowy Moszczanki. Według Przemysława Galerta i Andrzeja Derenia, mogła ona zostać zasiedlona przez protestanckich emigrantów z Czech w okresie panowania króla Fryderyka II Wielkiego. Pod koniec XIX wieku składała się z ośmiu budynków.

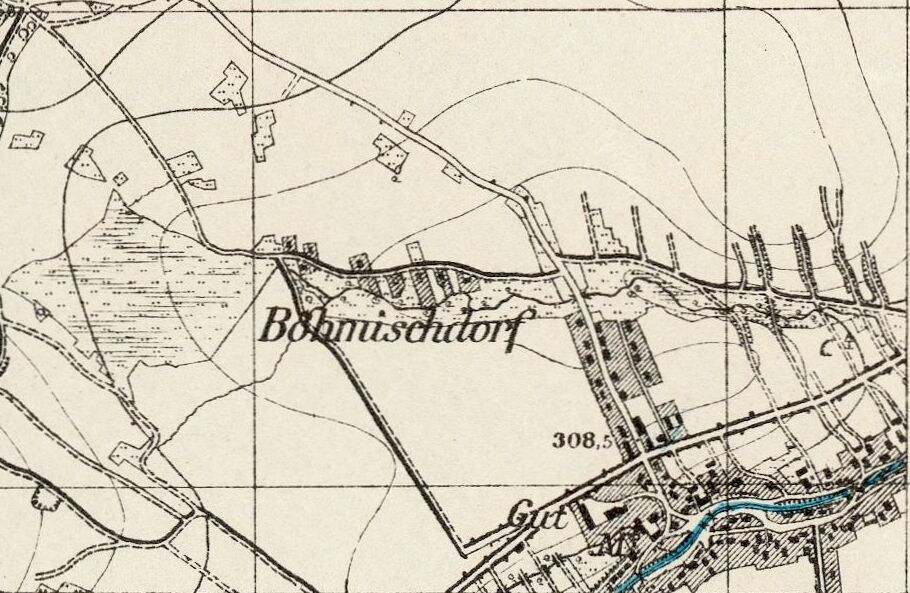
Siemków na mapie z 1930

10 lipca 1903 Moszczankę i okoliczne miejscowości, w tym między innymi Prudnik i Głuchołazy, nawiedziła powódź. Cesarzowa Niemiec Augusta Wiktoria przekazała wsi pomoc finansową, dzięki której Siemków został rozbudowany.
W 1921 w zasięgu plebiscytu na Górnym Śląsku znalazła się tylko część powiatu prudnickiego. Siemków znalazł się po stronie zachodniej, poza terenem plebiscytowym. W 1927 miejscowość zamieszkiwało 38 osób, a w 1939 – 13.
Od marca do maja 1945 powiat prudnicki znajdował się pod kontrolą radzieckiej komendantury wojskowej. 11 maja 1945 polska administracja przejęła władzę cywilną w powiecie prudnickim. 2 kwietnia 1949 nadano miejscowości polską nazwę Siemków, o nieustalonej etymologii pochodzenia.
Według podziału administracyjnego województwa opolskiego na dzień 31 sierpnia 1964, Siemków, jako przysiółek Moszczanki, należał do gromady Moszczanka. W 1966 w przysiółku mieszkało 88 osób.
Nie zachowała się zabudowa w pierwotnej lokalizacji miejscowości. Nazwa Siemków współcześnie określa niedalekie zabudowania przy głównej drodze w Moszczance. Dla odróżnienia od współczesnej lokalizacji Siemkowa, w publikacjach krajoznawczych pierwotna lokalizacja określana jest nazwą Czeska Wieś.

## Transport
Siemków posiada połączenia autobusowe z Głuchołazami, Kędzierzynem-Koźlem, Opolem, Prudnikiem. W miejscowości znajduje się jeden przystanek autobusowy.